# Podabacia
Podabacia is een geslacht van neteldieren uit de klasse van de Anthozoa (bloemdieren).

## Soorten
- Podabacia crustacea (Pallas, 1766)
- Podabacia kunzmanni Hoeksema, 2009
- Podabacia lankaensis Veron, 2000
- Podabacia motuporensis Veron, 1990
- Podabacia sinai Veron, 2000